# Bambaloni
El Bambaloni és un dolç tipus lionesat originari de Tunísia. Es pot fer a casa o comprar a botigues de menjar ràpid. Es prepara amb una massa de farina fregida amb oli. El bambaloni es menja ruixat amb sucre o remullat amb mel. Es pot menjar a qualsevol hora del dia. És la versió tunisiana del bunyol Sfenj que es consumeix àmpliament a tot el Magrib, que també es coneix com a sfinz a Líbia.